# Isaac Makwala
Isaac Makwala (født 29. september 1986) er en botswansk atlet, der konkurrerer i sprint. 
Han repræsenterede Botswana ved sommer-OL 2012, hvor han blev elimineret i de indledende runder på 400 meter.
Han vandt bronze for Botswana i 4×400 meter ved sommer-OL 2020 i Tokyo.